# Air Vanuatu
Air Vanuatu – narodowe linie lotnicze Vanuatu, z siedzibą w Port Vila. Głównym węzłem jest port lotniczy Port Vila.
Linie Air Vanuatu eksploatowały samolot Boeing 737-300 (YJ-AV18) wyleasingowany od Qantas, jednak w 2006 roku wycofały samolot ze służby ze względu na wiek samolotu. Zastąpił go samolot Boeing 737-800 (YJ-AV1) „Spirit of Vanuatu”, który wykonuje połączenia międzynarodowe, natomiast połączenia regionalne wykonuje ATR 42-300 (YJ-AV72) oraz 4 Harbiny Y-12.
Agencja ratingowa Skytrax przyznała liniom trzy gwiazdki.

## Połączenia
Międzynarodowe
- Auckland
- Sydney
- Brisbane
- Melbourne
- Numea
- Honiara
- Nadi

Krajowe
- Tanna
- Espiritu Santo
- Mota Lava
- Norsup
- Ulei
- Torres
- Paama
- Sola
- Erromango
- Epi
- Maewo
- Pentecost
- Gaua
- Ambae
- Aniwa
- Futuna
- Aneityum
- Melekula
- Tongoa
- Emae
- Ambrim

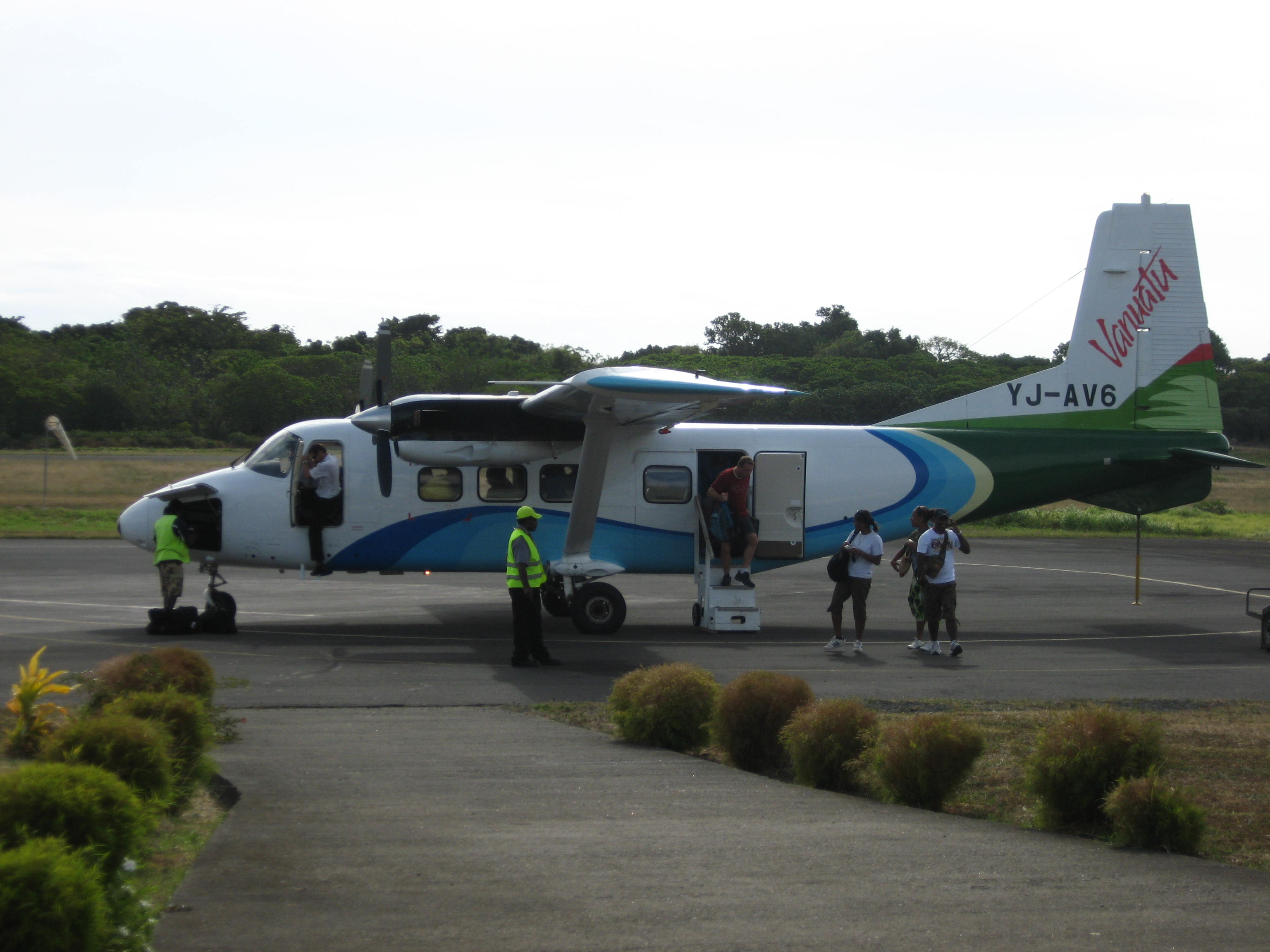
Air Vanuatu Harbin Y-12